# Szarvasi Arborétum
A Szarvasi Arborétum, közismertebb nevén Pepi-kert; a Hármas-Körös egyik holtága mentén kialakult, mára hazánk egyik legnagyobb és legjelentősebb élő fagyűjteménye, ahol száz évet megélt mocsárciprusokat, mamutfenyőket is láthatunk 82 hektár területen. Itt mára már öt fás növénygyűjtemény található; a „Pepikert”, a Törzsültetvény és faiskola, a Parkerdő, a Mitrowssky-kert és az ún. Konyhakert.
Az arborétum ma országos védettségű természetvédelmi terület, melynek kezelője korábban a Kertészeti és Élelmiszeripari Egyetem volt, jelenleg pedig a Magyar Agrár- és Élettudományi Egyetem.
A terület védettségének kezdete: 1943.

## Története
Az arborétum és a „Pepi-kert” története az olasz eredetű Bolza család nevéhez fűződik. Bolza Péter tábornok 1798-ban szarvasi földbirtokos lett, és elvette feleségül Harruckern János György unokáját, Stockhammer Antóniát. Fiuk, Bolza József feleségével, gróf Batthyány Annával kezdte meg az Anna-liget fásítását. A parkban és a később ide épült kastélyban ma a Körös-Maros Nemzeti Park Igazgatósága működik. Az ifjú Bolza József – akit „Pepinek” becéztek – a mai arborétum magasabban fekvő részein – amelyet az árvizek nem öntöttek el -, ültetett el néhány fát. Ők ketten szállították földlabdástól a mamut- és páfrányfenyők első példányait szekérrel a bécsi császári birtokról a Körös parti öthektáros parkba. Majd később, a 19. század nyolcvanas éveiben, mikor a Hármas-Köröst szabályozták – ismét földlabdástól – kerültek át végleges helyükre, a mai arborétum területére.
Bolza Pál azután bátyja, munkáját folytatta, és rendkívül gondosan és szakszerűen fogott hozzá az örökölt területen a „Pepi-kert” tervezéséhez, építéséhez. Munkájában segítője egy osztrák kertész, Joseph Grines volt.

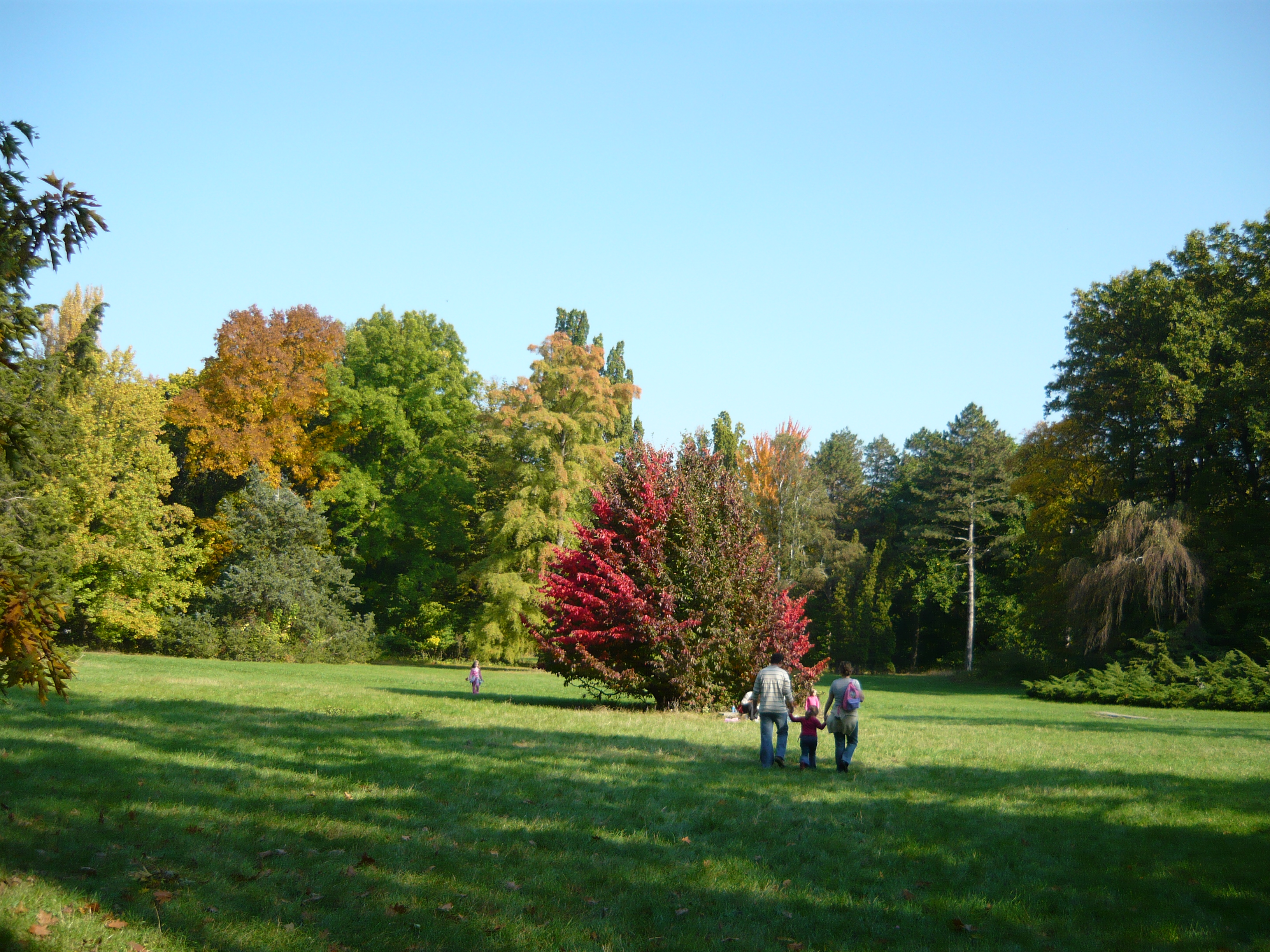
őszi kép az arborétumban

A tervezett parkot úgy alakította ki, hogy a terület peremét védelem céljából erdősávval vette körül, amely megvédte a belső területre ültetett facsoportokat, a melegebb klímát kedvelő fafajokat az éles, pusztító szelektől, kedvezőbb mikroklímát is teremtve számukra, és így a kilencvenes éveiben Amerikából, Afrikából, Ázsiából és más idegen, sziklás, mocsaras, trópusi és sivatagi tájakról összegyűjtött, idetelepített fajok nagyrészt akklimatizálódtak, jó részük meg is maradt, bebizonyítva, hogy az Alföld legszegényebb részein is meg lehet honosítani más éghajlathoz szokott növényeket, biztosítva egészséges fejlődésüket.
A „Pepi-kert” már Bolza Pál idejében is szépen gyarapodott, a fennmaradt adatok szerint 1920-ban 263, 1955-ben 730, 1957-ben 1392 faj és változat, az 1990-es évek elejére pedig már majdnem másfélezer fa- és cserjefaj, illetve fajta volt már a gyűjteményben, leszámítva azt is, hogy a messzi tájról idehozott fák közül sok el is pusztulhatott. A többség a Körösök völgyének szélsőséges éghajlata ellenére is megmaradt, ami nagyban köszönhető az arborétum párásabb mikroklímájának, és a kertet keletről határoló Holt-Körös ágnak , valamint a lomb- és tűlevelűek által egyaránt kedvező öntéstalajnak is.
A fák ültetése itt az akkor még élő folyószakasz mellett elterülő, 35 hektár területű „liget és fás legelő” magasabban fekvő részén kezdődött, amelyet nem öntöttek el a gyakori áradások.
A folyószabályozás befejeztével megszűntek az áradások is, így megindulhatott a telepítés a mélyebben fekvő részeken is.
Az 1890-es évek végére már kezdett kialakulni az angolkert körvonala; a kert határát is jelző védőerdősávok és a kisebb-nagyobb tisztásokat körülvevő fás ligetek, erdőcskék formájában.
Bolza féltve a kert jövőjét; annak felügyeletét 1943-ban az államra bízta, amely még abban az évben védetté nyilvánította. Mára országos jelentőségű természetvédelmi terület.

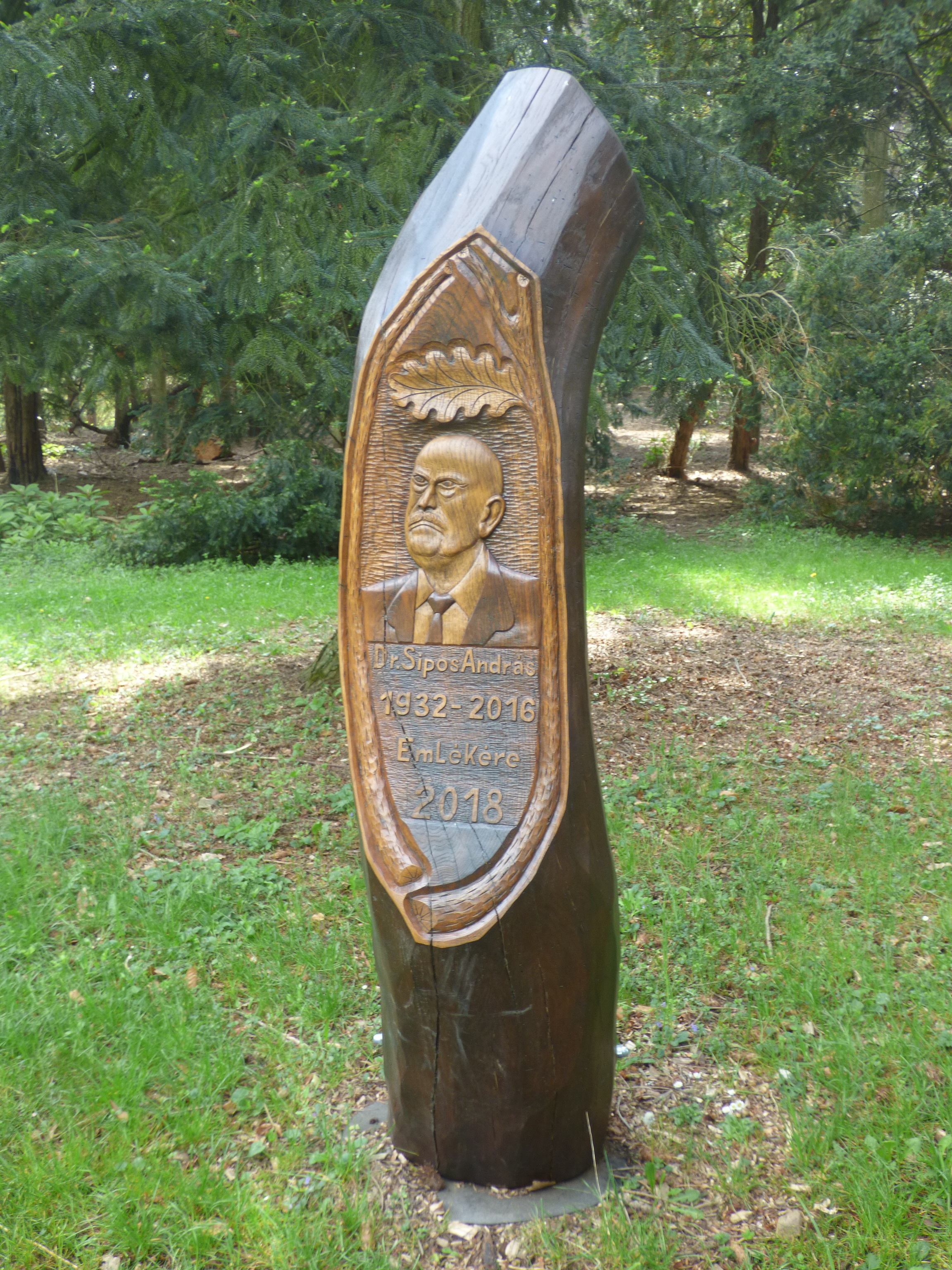
Az intézményt 1987-1998 közt igazgató dr. Sipos András emlékműve az arborétumban

Az államosítást követően az arborétumnak több tulajdonosa is volt: 1985-ben a Kertészeti és Élelmiszeripari Egyetem keretében önálló intézetté alakították. Később a Budapesti Corvinus Egyetem Tájépítészeti Kara felügyelete alatt működött, jelenleg a Magyar Agrár- és Élettudományi Egyetem a fenntartója. A gyűjteményekben 1600 fa- és cserjeféle, valamint -változat található. Ezenkívül 250 lágyszárú növényfaj, meg 211-féle kalapos gomba. Az újabb vizsgálatok eredménye szerint, a 415 feltárt rovarfaja alapján igen gazdag a rovarvilága. A 150 féle madárfaj közül számos itt telelő faj él az arborétumban, de különleges színfoltja a kertnek az indiai kék pávák változatos megjelenése is. A különböző színváltozatú egyedek, több, mint 40 példánya él az arborétumban,  emellett számos más állatfaj is megfigyelhető a területen.
Az arborétum területén létesült 2013-ban a Mini Magyarország makettpark.

## Megközelítése
A 44-es főúton közelíthető meg, amelyről Szarvas nyugati szélén kell letérni a Mezőtúr felé vezető 4631-es útra.